# Mokhamad Syaifuddin
Mokhamad Syaifuddin (sinh ra ở Surabaya, Indonesia, ngày 9 tháng 8 năm 1992) là một cầu thủ bóng đá người Indonesia, hiện tại thi đấu cho Persebaya Surabaya ở vị trí Hậu vệ.

## Danh hiệu

### Câu lạc bộ
Persebaya Surabaya
Vô địch
- Liga 2: 2017